# Devonte Smith
Devonte Smith (30 de julio de 1993, Cleveland, Ohio, Estados Unidos) es un artista marcial mixto estadounidense que compite actualmente en la división de peso ligero de Ultimate Fighting Championship.

## Carrera en las artes marciales mixtas

### Carrera temprana
Después de compilar un récord amateur de 7-2-1, Smith comenzó su carrera profesional de MMA en 2015 y luchó principalmente en Ohio. Acumuló un récord de 7-1 antes de competir en el DWTNCS: Temporada 2, episodio 8.

### Dana White's Tuesday Night Contender Series
Smith apareció en el programa de la serie web Dana White's Tuesday Night Contender Series (DWTNCS) Dana White's Contender Series 16 el 7 de agosto de 2018, enfrentándose a Joseph Lowry. Ganó el combate por nocaut en el primer asalto.

### Ultimate Fighting Championship
Smith debutó en la UFC el 10 de noviembre de 2018 contra Julián Erosa en UFC Fight Night: Korean Zombie vs. Rodríguez. Ganó el combate por nocaut en el primer asalto.
Su siguiente pelea fue el 9 de febrero de 2019 en UFC 234 contra Dong Hyun Ma. Ganó el combate por nocaut técnico en el primer asalto.  Esta victoria le valió el premio a la Actuación de la Noche.
Smith estaba programado para enfrentarse a John Makdessi el 17 de agosto de 2019 en UFC 241. Sin embargo, el 30 de julio se informó de que Makdessi se vio obligado a retirarse por razones no reveladas. El veterano Clay Collard se vinculó brevemente como el sustituto. A su vez, Collard fue retirado del combate durante la semana previa al evento debido a un problema médico no revelado y fue sustituido por el recién llegado a la promoción Khama Worthy. Perdió el combate por nocaut técnico en el primer asalto.
Se esperaba que Smith se enfrentara a Alex da Silva Coelho el 6 de febrero de 2021 en UFC Fight Night: Overeem vs. Volkov. Sin embargo, Coelho se retiró por razones no reveladas, y fue sustituido por Justin Jaynes. Smith ganó el combate por nocaut técnico en el segundo asalto.
Smith se enfrentó a Jamie Mullarkey el 2 de octubre de 2021 en UFC Fight Night: Santos vs. Walker. Perdió el combate por nocaut técnico en el primer asalto.

## Campeonatos y logros

### Artes marciales mixtas
- Ultimate Fighting Championship
  - Actuación de la Noche (una vez) vs. Dong Hyun Ma[9]

## Récord en artes marciales mixtas
| Resultado | Récord | Oponente         | Método                                    | Evento                                       | Fecha                    | Ronda | Tiempo | Localización            | Notas                                  |
| --------- | ------ | ---------------- | ----------------------------------------- | -------------------------------------------- | ------------------------ | ----- | ------ | ----------------------- | -------------------------------------- |
| Derrota   | 11-4   | Ľudovít Klein    | Decisión (dividida)                       | UFC 272                                      | 5 de marzo de 2022       | 3     | 5:00   | Las Vegas, Nevada       |                                        |
| Derrota   | 11-3   | Jamie Mullarkey  | TKO (puñetazos)                           | UFC Fight Night: Santos vs. Walker           | 2 de octubre de 2021     | 2     | 2:51   | Las Vegas, Nevada       |                                        |
| Victoria  | 11-2   | Justin Jaynes    | TKO (parada médica)                       | UFC Fight Night: Overeem vs. Volkov          | 6 de febrero de 2021     | 2     | 3:38   | Las Vegas, Nevada       | Combate de peso acordado (160 libras). |
| Derrota   | 10-2   | Khama Worthy     | TKO (puñetazos)                           | UFC 241                                      | 17 de agosto de 2019     | 1     | 4:15   | Anaheim, California     |                                        |
| Victoria  | 10-1   | Dong Hyun Ma     | TKO (puñetazos)                           | UFC 234                                      | 9 de febrero de 2019     | 1     | 3:53   | Melbourne               | Actuación de la Noche.                 |
| Victoria  | 9-1    | Julian Erosa     | Decisión (unánime)                        | UFC Fight Night: Korean Zombie vs. Rodríguez | 10 de noviembre de 2018  | 1     | 0:46   | Denver, Colorado        |                                        |
| Victoria  | 8-1    | Joseph Lowry     | KO (codazos)                              | Dana White's Contender Series 16             | 7 de agosto de 2018      | 1     | 2:52   | Las Vegas               |                                        |
| Victoria  | 7-1    | Justin Edwards   | KO (puñetazos)                            | Iron Tiger Fight Series / Alliance MMA       | 3 de marzo de 2018       | 1     | 1:30   | Columbus, Ohio          |                                        |
| Victoria  | 6-1    | Nick Gehrts      | TKO (puñetazos)                           | V3 Fights 65                                 | 18 de noviembre de 2017  | 4     | 1:03   | Memphis, Tennessee      |                                        |
| Victoria  | 5-1    | Damonte Robinson | Sumisión (estrangulamiento por triángulo) | IT Fight Series 74                           | 29 de julio de 2017      | 1     | 2:54   | Akron, Ohio             |                                        |
| Derrota   | 4-1    | John Gunther     | TKO (puñetazos)                           | RFO: Big Guns 22                             | 28 de enero de 2017      | 3     | 2:29   | Mansfield, Ohio         |                                        |
| Victoria  | 4-0    | Xavier Nash      | TKO (puñetazos)                           | Pinnacle FC 14                               | 2 de septiembre de 2016  | 3     | 0:50   | Cheswick, Pensilvania   |                                        |
| Victoria  | 3-0    | Fred Stonehouse  | KO (puñetazos)                            | GOTC MMA 21                                  | 4 de junio de 2016       | 1     | 3:01   | Pittsburgh, Pensilvania |                                        |
| Victoria  | 2-0    | Mike Wiseman     | TKO (puñetazos)                           | Caged Madness 40                             | 16 de enero de 2016      | 2     | 2:42   | Akron, Ohio             |                                        |
| Victoria  | 1-0    | John Mosley      | TKO (puñetazos)                           | Caged Madness 38                             | 26 de septiembre de 2015 | 1     | 4:29   | Akron, Ohio             | Debut en el peso ligero.               |